# Городская усадьба А. В. Полежаевой — Зубовых
Городская усадьба А. В. Полежаевой — Зубовых — городская усадьба в Москве по адресу улица Александра Солженицына, дом 9, строение 1. Объект культурного наследия регионального значения.

## История
В первой половине XIX века хозяевами усадьбы были купцы Зайцевы. В 1851 году, когда они продали владение потомственному почетному гражданину Алексею Михайловичу Полежаеву, в усадьбе уже был построен каменной особняк в два этажа. Новый хозяин перестроил дом, в поле фронтона был размещён его вензель «АП» с двумя лепным ангелочками. Дочь Полежаева Клавдия Алексеевна была замужем за купцом первой гильдии Василием Павловичем Зубовым, чьими увлечениями являлись коллекционирование и музыка. Какое-то время он являлся директором московского отделения Русского музыкального общества, а его богатая коллекция музыкальных инструментов включала в себя скрипки авторства династии Гварнери, Амати и Страдивари.
В конце XIX века усадьбу унаследовал сын Василия Павловича и Клавдии Алексеевны, потомственный почетный гражданин, учёный-термохимик Павел Васильевич Зубов. От отца ему передались любовь к музыке и коллекционированию. В доме на Большой Алексеевской хранились обширные коллекции мусульманских и сасанидских монет и библиотека по востоковедению. Павел Васильевич часто устраивал в своём особняке музыкальные вечера, на которых можно было увидеть скрипачей И. В. Гржимали, А. Р. Мальмберга, Ф. С. Таля. Сам Зубов играл в любительском оркестре Московского университета.
После 1917 года коллекция музыкальных инструментов была изъята у Зубова в пользу государства, в настоящее время инструменты находятся в собрании музея имени Глинки. Коллекцию монет сам Павел Васильевич завещал Императорскому Российскому Историческому музею ещё в 1900 году. В 1919 году особняк превратился в филиал ГИМа, а спустя четыре года коллекция была перемещена в главное здание музея. Зубов скончался в 1921 году и был похоронен на кладбище Спасо-Андроникова монастыря. Частично особняк оставался жилым, в нём жил сын последнего хозяина советский философ, историк науки и искусствовед Василий Павлович. Другую часть в советское время занимал «Дом учителя» района, преобразованный затем в «Дом просвещения».
В 2004 году усадьба обрела новых владельцев в лице семьи Соколовых. В 2011 году завершилась научная реставрация особняка. В доме проводятся концерты классической музыки, литературно-музыкальные вечера, экскурсии, работает галерея современной скульптуры.